# سورن بيدرسن
سورن بيدرسن (بالدنماركية: Søren Pedersen)‏ (2 نوفمبر 1978 بالدنمارك - ) هو لاعب كرة قدم دانمركي في مركز الدفاع. لعب مع آرهوس جمناستيك فورينينغ ونادي راندرس وVorup Frederiksberg Boldklub ‏.

## وصلات خارجية
- سورن بيدرسن على موقع قاعدة بيانات كرة القدم.إي يو (الإنجليزية)
- سورن بيدرسن على موقع عالم كرة القدم.نت (الإنجليزية)